# Сражение в далматинских проливах
Сражение в далматинских проливах (хорв. Boj u Korčulanskom kanalu) — боевые действия 14-16 ноября 1991 года между береговой обороной ВМС Хорватии и кораблями ВМС Югославии вблизи морского порта Сплит и островов Шолта, Брач, Хвар и Корчула (Далматинские острова). Бои начались нападением на югославский сторожевой катер у берегов острова Шолта, продолжились перестрелкой у Сплита и закончились внезапным ударом хорватской береговой артиллерии в Корчуланском проливе. Это одна из немногих операций флота против береговых батарей, произошедших со времён окончания Второй мировой войны.

## Предпосылки
Вскоре после начала войны в Хорватии, югославские военно-морские силы установили блокаду хорватского побережья. Основной целью блокады было прерывание коммуникаций между северной и южной частями страны и затруднение ввоза военного снаряжения по морю из-за границы.
Официальная блокада была введена 15 сентября 1991 года, но 23 сентября блокадные операции были временно прекращены в связи с объявленным обеими сторонами перемирием. Однако уже 3 октября блокада была восстановлена югославским флотом. В начале ноября, блокадные силы перехватили между островами Брач и Корчула хорватский транспортный конвой из 40 малых судов во главе с паромом «Славия», двигающийся вдоль побережья. 11 ноября, следовавший под мальтийским флагом паром «Euro River», укомплектованный хорватским экипажем, был потоплен у берегов острова Шолта в результате обстрела артиллерией югославских кораблей при попытке прорвать блокаду порта Сплит.
11 сентября лидер Хорватии Франьо Туджман создал новый хорватский флот, который собрал под своими знамёнами 29 небольших военно-морских кораблей из незадолго до этого захваченной хорватами базы югославских ВМС в Шибенике. Хорватия, располагая столь небольшими силами, не рассчитывала снять блокаду в морском сражении. Вместо этого хорваты сосредоточили основные усилия на укреплении побережья, установив минные поля и прикрывающие их береговые батареи, в основном снаряжённые старыми орудиями времён Второй мировой войны.
Основные блокадные силы ВМС Югославии состояли из трёх оперативных соединений, которые были развёрнуты со своих баз на островах Вис и Ластово:
- Группа «Каштела», состоявшая из фрегата типа 1159 RF-31 «Split», двух ракетных катеров типа «Кончар», одного ракетного катера типа «Оса», одного торпедного катера типа «Шершень» и двух сторожевых катеров типа «Мирна»;
- Группа «Вис», состоявшая из фрегата типа «Котор» RF-34 «Pula», двух ракетных катеров типа «Кончар» и трёх сторожевых катеров типа «Мирна»;
- Группа «Плоче», состоявшая из одного ракетного катера типа «Кончар», двух ракетных катеров типа «Оса» и трёх минных тральщиков.

## Ход сражения

### Подрыв сторожевого катера PČ-176 «Mukos»
14 ноября группа «Каштела» обеспечивала блокаду Сплита с моря, тогда как группа «Вис» находилась в резерве у острова Хвар. Группа «Плоче» в это время оставалась в стороне от боевых действий.
В 17:34 сторожевой катер PČ-176 «Mukos», находившийся на дежурстве между островами Шолта и Брач, подорвался на подводной мине (возможно также, что он был поражён самодельной торпедой, пущеной с берегового аппарата). Взрыв повредил нос катера и вывел его из строя.

На помощь выдвинулся другой корабль группы «Каштела», торпедный катер TČ-224 «Pionir II». Около 18:10 он снял с тонущего катера 18 выживших членов экипажа (трое погибли при взрыве). «Mukos» был оставлен дрейфовать и впоследствии вытянут на берег в районе села Стоморска хорватскими рыбаками. Через некоторое время буксир хорватской компании «Brodospas» оттащил сторожевик в Шибеник, где на местной верфи он был обновлён, а с 2008 года включён в состав хорватских ВМС под названием OB-02 «Šolta».
Чтобы прикрыть спасательную операцию, корабли группы «Каштела» вошли в проливы, где были незамедлительно обстреляны хорватскими береговыми батареями на Браче и Шолте. Югославские моряки ответили бомбардировкой деревень Стоморска и Милна (так как установить расположение батарей югославы в сумерках не смогли).
В то же время группе «Вис» во главе с фрегатом «Pula» было приказано продвигаться к южной части островов с целью вступить в бой, затянувшийся до ночи. По словам капитана Илии Брчича, находившегося на борту фрегата, корабли группы были обстреляны 88-миллиметровыми береговыми орудиями на расстоянии 7-8 миль от Шолты (если допустить, что пушки хорватов могли вести прицельный огонь на такой дистанции). Фрегат «Pula», единственный корабль с артиллерией сопоставимого калибра, ответил огнём из 76-миллиметровой артиллерийской установки АК-726. Хорватские источники утверждают, что на Брач и Шолту упали около 800 снарядов, попадая в жилые и сельскохозяйственные здания, но без жертв. Также фрегат дал четыре залпа из противолодочных бомбомётов РБУ-6000 (причём расстояние до цели превосходило дальность действия этого оружия).
На этом ночная стычка завершилась. Хорваты воспользовались передышкой, чтобы усилить противодесантную оборону острова Брач переброской отряда морской пехоты на надувных лодках.

### Бомбардировка Сплита
После потери сторожевика командование югославских сил решило нанести ответный удар, обстреляв цели в пределах города Сплит. Операцию было поручено провести группе «Каштела».
15-го ноября в 6:42 корабли группы по сигналу с фрегата «Split» начали обстрел города. Удалось повредить паромы «Vladimir Nazor» (два члена экипажа которого погибли) и «Bartol Kašić». В самом городе в результате бомбардировки были повреждены: городская ратуша, археологический музей, техническое училище и городской спортивный центр, шесть мирных жителей погибли. Ущерба военным объектам нанесено не было. Прикрывавшие Сплит орудия береговых батарей, которыми командовал адмирал Свето Летица, открыли ответный огонь (хорватские источники утверждают, что несколько раз поразили корабли противника, включая фрегат «Split»). Перестрелка длилась более полутора часов.
Наконец группа «Каштела» отошла на восток, после того как расставленные мины помешали ей пройти коротким южным маршрутом назад к своей базе на остров Вис.
Прикрывая отход кораблей группы через Неретванский пролив, в 9:30 шесть истребителей-бомбардировщиков СОКО Ј-21 Јастреб ВВС Югославии совершили боевой вылет и атаковали бомбами и неуправляемыми ракетами позиции хорватской артиллерии (нанесённый ущерб неизвестен). Хорватские зенитные подразделения на Браче открыли ответный огонь и заявили, что сбили два самолёта (сайт ejection-history.org.uk сообщает о сбитии одного самолёта над морем и спасении пилота сербским ВМС).

### Бой в Корчуланском проливе
Группа «Каштела» во время своего отступления из Сплитского пролива соединилась с тремя минными тральщиками группы «Плоче». Вечером 15 ноября началась буря (наутро 16 ноября переросшая в ураганный ветер), заставившая часть судов стать на якорь у Ловиште, а остальные у острова Хвар. Утром 16 ноября соединённая эскадра из девяти кораблей направилась на запад по Корчуланскому проливу, рассчитывая соединиться с группой «Вис».
В 11:00 во время прохода между Хваром и Ловиште эскадра была обстреляна хорватскими береговыми батареями. Расположенная у Ловиште 76-миллиметровая батарея сосредоточила обстрел на возглавляющих эскадру тральщиках, идущих с небольшой скоростью: ML-143 «Iž» получил попадание в носовую часть, а ML-144 «Olib» был выведен из строя попаданием в машинное отделение.
В 15:30 фрегат «Split» ответил шквальным огнём по береговым орудиям Корчулы между Блацем и Рачишчем. Однако хорватские артиллеристы, чьи позиции были хорошо подготовлены и оснащены убежищами, перенесли обстрел без потерь. Батарея у Блаца едва не поразила фрегат «Split» и ещё один корабль группы «Каштела», пока они перегруппировывались в районе острова Шчедро. Вскоре после этого минный тральщик ML-153 «Blitvenica» был поражён снарядом и загорелся.
На выходе из пролива отходящие корабли были обстреляны 85-миллиметровой батареей на мысе Привала у Вела-Луки в западной части острова Корчула. Пытаясь подавить батарею, патрулировавший в открытом море фрегат «Pula» группы «Вис» открыл огонь по батарее, вскоре его поддержал фрегат «Split».
Тральщик ML-143 «Iž», набравший много воды через повреждённую носовую часть, был оставлен экипажем и затонул у берегов Шчедро. Повреждённый тральщик ML-144 «Olib» сел на мель в бухте Торац на южном побережье Хвара.
Наконец, югославские корабли под покровом тумана отошли к на островам Вис и Ластово. В 18:00 было подписано перемирие.

## Результаты
После окончания сражения югославские ВМС более не покидали свои базы и не пытались проводить крупномасштабные операции на Адриатике до окончательного перебазирования в Которский залив в декабре 1991 года. Блокада морского побережья Хорватии была снята.